# Anomaly: Warzone Earth
Anomaly: Warzone Earth è un videogioco strategico in tempo reale a pagamento sviluppato dalla 11 bit studios. Il gioco è stato inizialmente annunciato a fine 2010, per poi essere pubblicato l'8 aprile 2011 per Microsoft Windows e macOS.

## Trama
Il gioco è ambientato in un futuro non lontano, in cui alcuni relitti di astronavi aliene sono stati rinvenuti in alcune grandi città terrestri come Baghdad e Tokyo.
Il giocatore assume il controllo del comandante di un battaglione (a cui nella storia si fa riferimento come al "quattordicesimo plotone") inviato per investigare sulle anomalie accadute nelle vicinanze dei relitti alieni e raccogliere informazioni su quanto accaduto, dato che le anomalie interferiscono con radar e immagini satellitari- e per neutralizzare eventuali minacce che possono esistere nelle astronavi.

## Sequel
Nel mese di agosto 2012, la 11 bit studios ha annunciato che un sequel intitolato Anomaly Korea sarebbe stato realizzato. Il gioco, ambientato alcuni mesi dopo gli eventi di Anomaly: Warzone Earth, sarà caratterizzato da nuove unità e nuovi poteri. Il 28 febbraio 2013, la 11 bit studios ha annunciato sui loro social networks che Anomaly 2 sarebbe uscito presto. Il gioco è stato presentato al Boston's PAX East il 22 marzo 2013.